# Скребатно
 Тази статия е за селото в България.  За селото в Република Северна Македония вижте Скребатно (община Охрид).  
Скрѐбатно е село в Югозападна България. То се намира в община Гърмен, област Благоевград.

## География
Село Скребатно се намира в планински район.

## История
В списъка на населените места с регистрирани имена на главите на домакинствата през втората половина на XV и началото на XVI век в село (Скребатно) са регистрирани 110 лица. В списък на селищата и броя на немюсюлманските домакинства в част от вилаета Неврокоп от 16 ноември 1636 година село Скребатно (Искработа-и баля) е посочено като село, в което живеят 87 немюсюлмански семейства. В списък на селищата и броя на немюсюлманските домакинства във вилаета Неврокоп от 13 март 1660 година село Скребатно (Искработа) е посочено като село, в което живеят 41 немюсюлмански семейства. В османските документи името на селото се среща изписано по няколко начина, като основно се чете Искработна (на османски турски: ﺍســقــربــوتــنــه, ﺍسـقــرﻩبــوطــنــه) и Искработа (на османски турски: ﺍســقــرﺍبــوتــه).
В XIX век Скребатно е смесено мюсюлманско и християнско село в Неврокопска каза на Османската империя.
В „Етнография на вилаетите Адрианопол, Монастир и Салоника“, издадена в Константинопол в 1878 година и отразяваща статистиката на населението от 1873 година, Скребатно (Skrébatno) е посочено като село с 95 домакинства, 45 жители помаци и 270 българи. В 1889 година Стефан Веркович („Топографическо-этнографическій очеркъ Македоніи“) отбелязва Скребатно като село със 75 български и 20 помашки къщи.
В 1891 година Георги Стрезов пише за селото:
| „ | Скребатно, намира се на С от Неврокоп 3 1/2 часа път. Сградено на неравно място в една котловина. Планинска местност. По полите на планината добри нивя и лозя; има селяне, които се занимават и със зидарство. Църква „Св. Петка“; четат и чели са само по български; старо училище с 50-тина ученика. На времени са отваряли нещо като I и II-й клас. Числото на къщите е 140, около 1/3 помаци, които се занимават с кираджилък. | “ |

Съгласно статистиката на Васил Кънчов към 1900 година Скребатно (Скребатно) е българо-мохамеданско и християнско селище. В него живеят 290 българи-мохамедани и 780 българи-християни в 60 помашки и 140 български къщи.
| Учители и ученици в прогимназията през учебната 1926-1927 година | Учители и ученици в прогимназията през учебната 1926-1927 година | Учители и ученици в прогимназията през учебната 1926-1927 година | Учители и ученици в прогимназията през учебната 1926-1927 година | Учители и ученици в прогимназията през учебната 1926-1927 година | Учители и ученици в прогимназията през учебната 1926-1927 година | Учители и ученици в прогимназията през учебната 1926-1927 година | Учители и ученици в прогимназията през учебната 1926-1927 година | Учители и ученици в прогимназията през учебната 1926-1927 година | Учители и ученици в прогимназията през учебната 1926-1927 година |
| Класове                                                          | Ученици                                                          | Ученици                                                          | Ученици                                                          | Учители                                                          | Учители                                                          | Учители                                                          | Учителки                                                         | Учителки                                                         | Учителки                                                         |
| Класове                                                          | момчета                                                          | момичета                                                         | общо                                                             | редовни                                                          | волнонаемни                                                      | общо                                                             | редовни                                                          | волнонаемни                                                      | общо                                                             |
| ---------------------------------------------------------------- | ---------------------------------------------------------------- | ---------------------------------------------------------------- | ---------------------------------------------------------------- | ---------------------------------------------------------------- | ---------------------------------------------------------------- | ---------------------------------------------------------------- | ---------------------------------------------------------------- | ---------------------------------------------------------------- | ---------------------------------------------------------------- |
| първи                                                            | 11                                                               | 4                                                                | 15                                                               | 1                                                                | 2                                                                | 3                                                                | 0                                                                | 1                                                                | 1                                                                |
| втори                                                            | 13                                                               | 2                                                                | 15                                                               | 1                                                                | 2                                                                | 3                                                                | 0                                                                | 1                                                                | 1                                                                |
| трети                                                            | 10                                                               | 1                                                                | 11                                                               | 1                                                                | 2                                                                | 3                                                                | 0                                                                | 1                                                                | 1                                                                |

През 1923 година в селото е създадена земеделска кооперация „Съгласие“. Към 1935 година тя има 99 члена.

## Население

### Етнически състав
Преброяване на населението през 2011 г.
Численост и дял на етническите групи според преброяването на населението през 2011 г.:
|                     | Численост |
| Общо                | 297       |
| Българи             | 297       |
| Турци               | –         |
| Цигани              | –         |
| Други               | –         |
| Не се самоопределят | –         |
| Неотговорили        | –         |

## Религии
Черквата „Света Параскева“ е построена през 1835 година и е художествен паметник на културата. Представлява трикорабна псевдобазилика, като камбанарията е достроена през XX век. Оригиналният иконостас е бил дъсчен, таваните са апликирани с медальони и емпория. Апостолските икони са в синьо-зелената гама на златен фон. Под иконата на св. Богородица е отбелязана 1838 година. Колонадата е украсена със стенописи, царските двери, венчилката и киворията са с плитка дърворезба.

## Личности
Родени в Скребатно
- Александър Димитров Гулев (1920 – ?), член на РМС и на БКП,[15] партизански ятак в 1943 – 1944 година, осъден на 15 година затвор, след Деветосептемврийския преврат работи в Околийския комитет на БКП в Гоце Делчев[16]
- Александър Праматаров (1892 – 1982), български политик и общественик
- Ангел Божков (1875 – след 1943), български революционер
- Атанас Ангелов Божиков (1875 - след 1943)[17] зидар с I клас образование,[18] македоно-одрински опълченец, служил в 3-та рота на 10-а прилепска дружина,[17][18] на 9 април 1943 година, като жител на Сестримо, Пазарджишко, подава молба за българска народна пенсия, която е одобрена и пенсията е отпусната от Министерския съвет на Царство България[17]
- Атанас Грозданов (1835 – ?), български революционер
- Боголюб Марков (? – 1918), български подполковник
- Борис Карамфилов (р. 1922), български генерал
- Георги Божев Шумаков (Хаджиков), български комунист, роден в 1897 година, член на БКП от 1928 година, в СССР от 8 юни 1932 година, арестуван на 7 октомври 1936 година, осъден на 4 години в лагер, завърнал се в България в 1961 година, реабилитиран с постановление на Президиума на Върховния съд на СССР от 18 юни 1957 година, починал в 1967 година[19]
- Георги Праматарски (1892 – 1936), български учител и деец на БКП
- Гюро Мълчанков, български революционер, деец на ВМРО[20]
- Данаил К. Сивриев (1871 – след 1943), български революционер
- Димитър Бараков, деец на ВМОРО, четник на Стоян Мълчанков по време на Илинденско-Преображенското въстание[21]
- Димитър Илиев (1882 – 1932), български революционер
- Димитър Кръстин-Арго, деец на ВМОРО[22]
- Димитър Димов Праматарски Македонски (1844 – 1912), български просветен и революционен деец
- Димчо Апостолов Праматарски (1859 – след 1943), български революционер
- Иван Мълчанков (1899 – 1954), български революционер, деец на ВМРО
- Иван Праматарски (? – 1903), български революционер, деец на ВМОРО
- Илия Крантев (1873 – ?), български учител, деец на ВМОРО
- Илия Младенов (1881 – след 1943), български революционер
- Илия Кръстин, български учител и революционер
- Константин Бараков (1870 – 1903), български общественик и революционер
- Константин Георгиев (1888 – 1977), български агроном
- Костадин Иванов Велев (1913 – ?), партизанин по време на Втората световна война (1941 – 1944), след Деветосептемврийския преврат член на Околийския комитет на БКП в Гоце Делчев, кмет на Скребатно, оставя спомени[23]
- Костадин Палешутски (1939 – ?), български историк
- Манол Велев (1915 – 1988), български комунист
- Манол Божов Хаджиков (1905 – ?), деец на БКП и ВМРО (обединена)[24]
- Мануил П. Константинов (1886 – ?), български просветен деец
- Никола Гайдаджиев (Гайдажиев, Гайдаржински), зидар, IV отделени, македоно-одрински опълченец в четата на Стоян Мълчанков, четата на Георги Мяхов, 4 рота на 13 кукушка дружина[25]
- Никола Праматарски (1880 – 1916), български просветен деятел и учител
- Стоян Мълчанков (1875 – 1920), български революционер